# Паскуа Лама

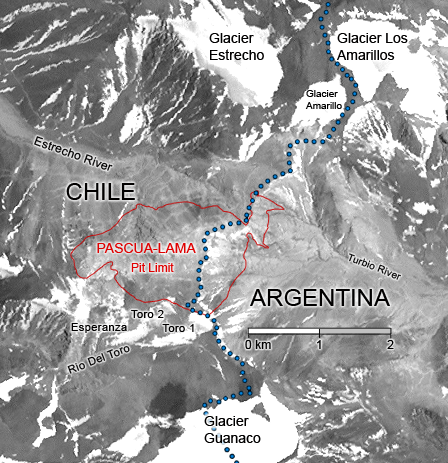

Паскуа-Лама — карьер в Андах, разрабатываемый канадской компанией «Barrick Gold». Расположен к югу от Атакамы, на границе Аргентины и Чили. Подтверждённые запасы золота составляют
около 570 тонн, серебра — порядка 20 000 тонн.

## Протесты
Проект разработки этого карьера вызвал сильные протесты населения и экологических организаций как в Аргентине, так и в Чили. Главная причина озабоченности была в том, что карьер находится в непосредственной близости от ледников. Правительства обеих стран получили петиции с просьбой об отмене разработки. Однако, и Чили, и Аргентина одобрили проект, пообещав проведение строгого контроля за соблюдением экологических требований.